# Juan de Homedes
Juan de Homedes, né vers 1477 en Aragon et mort le 6 septembre 1553 à Malte, est le 47e grand maître des Hospitaliers de l'ordre de Saint-Jean de Jérusalem, de 1536 à sa mort.

## Biographie
Il entre dans l'ordre Hospitalier à l'époque où celui-ci est encore à Rhodes et participe à la défense de l'île lors du siège de 1522 ; il suit les chevaliers rescapés dans le périple qui les amène à Malte en 1530, Charles Quint leur cédant alors la souveraineté sur l'archipel (qu'il détient en tant que roi de Sicile) et leur confiant la défense de Tripoli, occupée par les Espagnols depuis 1510.
Élu grand maître en 1536, Juan de Homedes est à la tête de l'ordre en 1551, année où les chevaliers subissent une puissante offensive ottomane, en représailles à l'opération menée par les Espagnols contre Dragut à Africa (actuelle Mahdia en Tunisie). Dragut ayant pris cette petite ville au début de 1550 à partir de sa base de Djerba, constitue une menace directe pour le préside espagnol de La Goulette, près de Tunis ; dès septembre 1550, une escadre espagnole reprend Africa et l'occupe. En février 1551, les Turcs demandent officiellement aux Espagnols de quitter Africa, ce qui est refusé.
En juillet 1551, la flotte ottomane dirigée par Sinan Pacha et Dragut vient menacer le port de Birgu, s'éloigne pour ravager l'île de Gozo où 6 000 personnes sont prises, puis se dirige sur Tripoli qui est assiégée et tombe assez facilement, les soldats de la garnison s'étant révoltés. Les chevaliers sont libérés immédiatement sur intervention de l'ambassadeur de France à Constantinople, présent à Tripoli aux côtés des Turcs. Cet échec entraîne des débats à Malte pour déterminer les responsabilités : des accusations d'imprévoyance sont portées contre le grand maître.
À la suite de ces événements, Juan de Homedes fait procéder à un renforcement des fortifications du port de Birgu : dès 1551-1552 commence la construction de deux forts, Saint-Michel à l'entrée sud du Grand Port, et Saint-Elme à l'entrée nord, sur la Péninsule de Xiberras, travaux achevés par son successeur.

## Sources bibliographiques
- Bertrand Galimard Flavigny, Histoire de l'ordre de Malte, Paris, Perrin, 2006
- Fernand Braudel, La Méditerranée et le monde méditerranéen à l'époque de Philippe II, Paris, Armand Colin, 1949 (8 rééditions de 1966 à 1990)